# Hollywoodzkie Stowarzyszenie Prasy Zagranicznej

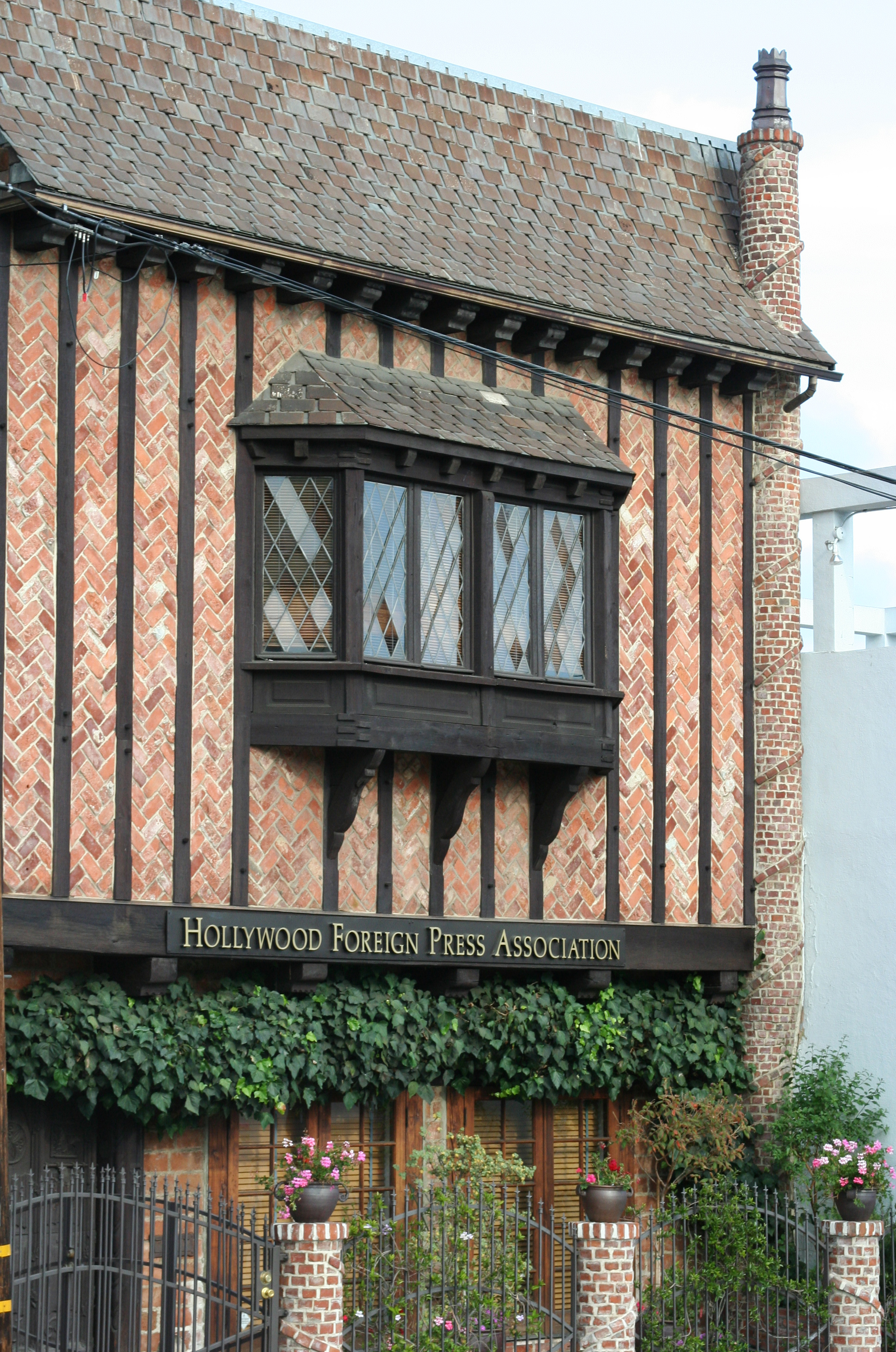
Fasada siedziby Hollywoodzkiego Stowarzyszenia Prasy Zagranicznej w Los Angeles (2009)

Logo Hollywoodzkiego Stowarzyszenia Prasy Zagranicznej

Hollywoodzkie Stowarzyszenie Prasy Zagranicznej (ang. Hollywood Foreign Press Association; HFPA) – organizacja non-profit założona w 1943 przez brytyjskiego korespondenta dziennika „Daily Mail”, przyznająca corocznie od 1944 Złote Globy (po raz pierwszy w studiu 20th Century Fox). Skupia dziennikarzy piszących o Hollywood w prasie zagranicznej (poza Stanami Zjednoczonymi). Teoretycznie może dołączyć do niej 5 nowych członków rocznie, lecz w praktyce rzadko zdarza się, aby przyjęto więcej niż 1. Nie posiada w swoich szeregach korespondentów z renomowanych pism takich jak „The Times” czy „Le Monde”, odrzucając wielokrotnie ich prośby o członkostwo, a przyjmuje niezależnych reporterów.
W dniu 12 czerwca 2023 r. HFPA ogłosiła, że zostanie rozwiązana, a aktywa związane ze Złotymi Globami zostały zakupione przez Dick Clark Productions i Eldridge Industries, a wpływy trafią do nowej organizacji non-profit utworzonej w celu kontynuowania działalności charytatywnej HFPA.
| Lp. | Członkowie obecni       | Kraj                                        |
| --- | ----------------------- | ------------------------------------------- |
| 01  | Paoula Abou-Jaoude      | Brazylia                                    |
| 02  | Mario Amaya             | Kolumbia                                    |
| 03  | Vera Anderson           | Meksyk                                      |
| 04  | Ray Arco                | Kanada, Dania                               |
| 05  | Rocio Ayuso             | Hiszpania                                   |
| 06  | Ana Maria Bahiana       | Brazylia                                    |
| 07  | Anita Baum              | Argentyna                                   |
| 08  | Gilda Baum-Lappe        | Meksyk                                      |
| 09  | Philip Berk – prezydent | Australia, Malezja, Hongkong                |
| 10  | Elmar Biebl             | Niemcy                                      |
| 11  | Silvia Bizio            | Włochy                                      |
| 12  | Jorge Camara            | Dominikana                                  |
| 13  | Isabelle Caron          | Francja                                     |
| 14  | Luca Celada             | Włochy                                      |
| 15  | Jean-Paul Chaillet      | Francja                                     |
| 16  | Myung Chan Choi         | Korea Południowa                            |
| 17  | Rui Henriques Coimbra   | Portugalia                                  |
| 18  | Jenny Cooney Carrillo   | Australia, Nowa Zelandia                    |
| 19  | Jean E. Cummings        | Japonia                                     |
| 20  | Yola Czaderska-Hayek    | Polska                                      |
| 21  | Patricia Danaher        | Irlandia                                    |
| 22  | Ersi Danou              | Grecja                                      |
| 23  | Noel de Souza           | Indie                                       |
| 24  | Gabrielle Donnelly      | Wielka Brytania                             |
| 25  | George Doss             | Egipt                                       |
| 26  | Mahfouz Doss            | Egipt                                       |
| 27  | Maureen Dragone         | Argentyna                                   |
| 28  | Dagmar Dunlevy          | Kanada                                      |
| 29  | Armando Gallo           | Włochy                                      |
| 30  | Margaret Gardiner       | Afryka Południowa                           |
| 31  | Avik Gilboa             | Japonia                                     |
| 32  | Mike Goodridge          | Wielka Brytania                             |
| 33  | John Hiscock            | Wielka Brytania                             |
| 34  | Helen Hoehne            | Niemcy                                      |
| 35  | Anke Hofmann            | Niemcy                                      |
| 36  | Nellee A. Holmes        | Rosja                                       |
| 37  | Munawar Hosain          | Niemcy                                      |
| 38  | Yoram Kahana            | Litwa                                       |
| 39  | Erkki "Erik" Kanto      | Finlandia                                   |
| 40  | Theo Kingma             | Holandia                                    |
| 41  | Ahmed Lateef            | Hongkong                                    |
| 42  | Kleo Lee                | Japonia, Grecja                             |
| 43  | Elisa Leonelli          | Włochy                                      |
| 44  | Gabriel Lerman          | Kostaryka                                   |
| 45  | Emanuel Levy            | Izrael                                      |
| 46  | Lisa Lu                 | Chiny                                       |
| 47  | Howard Lucraft          | Wielka Brytania                             |
| 48  | Lilly Lui               | Hongkong                                    |
| 49  | Ramzi Malouki           | Tahiti                                      |
| 50  | Helena Mar-Elia         | Liban                                       |
| 51  | Lawrie Masterson        | Australia, Nowa Zelandia                    |
| 52  | Paz Mata                | Hiszpania                                   |
| 53  | Juliette Michaud        | Francja                                     |
| 54  | Max B. Miller           | Wielka Brytania                             |
| 55  | Aud Berggren Morisse    | Norwegia                                    |
| 56  | Yukiko Nakajima         | Japonia                                     |
| 57  | Yoko Narita             | Japonia                                     |
| 58  | Aniko Navai             | Singapur, Węgry                             |
| 59  | Janet R. Nepales        | Filipiny                                    |
| 60  | Ruben V. Nepales        | Filipiny                                    |
| 61  | Alexander Nevsky        | Rosja                                       |
| 62  | Yenny Nun-Katz          | Chile, Peru                                 |
| 63  | Scott Orlin             | Niemcy                                      |
| 64  | Mira Panajotovic        | Serbia                                      |
| 65  | H.J. Park               | Korea Południowa                            |
| 66  | Alena Prime             | Tahiti                                      |
| 67  | Serge Rakhlin           | Łotwa, Rosja                                |
| 68  | Patrick Roth            | Niemcy                                      |
| 69  | Mohammed Rouda          | Zjednoczone Emiraty Arabskie                |
| 70  | Frank Rousseau          | Belgia, Francja                             |
| 71  | Ali Sar                 | Rosja                                       |
| 72  | Frances Schoenberger    | Niemcy                                      |
| 73  | Elisabeth Sereda        | Austria                                     |
| 74  | Judy Solomon            | Izrael                                      |
| 75  | Lorenzo Soria           | Włochy                                      |
| 76  | Hans J. Spurkel         | Austria, Szwajcaria                         |
| 77  | Magnus Sundholm         | Szwecja                                     |
| 78  | Aida Takla-O'Reilly     | Dubaj, Egipt                                |
| 79  | Meher Tatna             | Malezja, Singapur                           |
| 80  | Jack Tewksbury          | Argentyna, Rosja                            |
| 81  | Herve Tropea            | Francja                                     |
| 82  | Lynn M. Tso             | Tajwan                                      |
| 83  | Alessandra Venezia      | Włochy                                      |
| 84  | Marlene von Arx         | Szwajcaria                                  |
| 85  | Jerry Watson            | Wielka Brytania                             |
| 86  | Anita Weber             | Japonia, Afryka Południowa, Wielka Brytania |
| 87  | Noemia Young            | Kanada                                      |